# Садикабад
Садикабад (урд. صادق آباد) је град у Пакистану у покрајини Панџаб. Према процени из 2006. у граду је живело 197.735 становника.

## Становништво
Према процени, у граду је 2006. живело 197.735 становника.
| 1981.  | 1998.   | 2006.   |
| ------ | ------- | ------- |
| 63.935 | 141.509 | 197.735 |